# Grow a Garden
Grow a Garden är ett multiplayer-spel som släpptes på spelplattformen Roblox i mars 2025. Det fick stor uppmärksamhet för sina samtidiga användarregister (CCU), med över 21,3 miljoner spelare som varit online den 21 juni 2025 - dagen för dess "sommaruppdatering". Om siffran stämmer skulle den vara den högsta CCU som registrerats i videospelshistorien. Däremot slog spelet sig 19 Juli 2025 innan Zen-event med 21,8 miljoner. Spelet nådde tidigare en topp på över 5 miljoner CCU den 17 maj, den högsta någonsin för något Roblox-spel. Spelet ägs gemensamt av dess ursprungliga utvecklare och Splitting Point Studios, ett utvecklingsteam som ägs av Janzen "Jandel" Madsen. Ett annat företag, Do Big Studios, innehar en minoritetsandel.